# John Altoon
Ne doit pas être confondu avec John Alton.
John Altoon, né le 5 novembre 1925 et mort le 8 février 1969 à Los Angeles, est un peintre et lithographe américain.

## Biographie
Il réalise des lithographies au Tamarind Institute d'Albuquerque.

## Œuvre
Ses œuvres figurent notamment dans les collections du Smithsonian American Art Museum, de la National Gallery of Art à Washington, du MoMA à New York, du Musée des Beaux-Arts de San Francisco et du Norton Simon Museum de Pasadena.